# Oronzio Gabriele Costa
Pour les articles homonymes, voir Costa.
Oronzio Gabriele Costa est un zoologiste italien, né le 26 août 1787 à Alessano, Lecce et mort le 7 novembre 1867 à Naples.

## Biographie
Il est le fils de Domenico et Vita Manera. Il s'installe à Naples en 1808 et étudie à l'université de la ville où il est diplômé de médecine. Il retourne alors à Lecce où il pratique la médecine. C'est le sculpteur Pasquale Manni (1796-1876) qui l'initie à la botanique et à l'histoire naturelle.
Après avoir été persécuté pour son adhésion au gouvernement constitutionnel des années 1820-1821, Oronzo Gabriele Costa obtient la chaire de zoologie de l’université de Naples. Il fait paraître 126 publications sur des sujets variés, principalement en entomologie. En 1849, à nouveau à cause de ses idées libérales, il perd sa place qu'il ne retrouve qu'après l'unification de l'Italie. Il participe à la fondation du Giornale meteorologico economico (1820) et de l'Accademia Degli Aspiranti Naturalisti (1841).
Ses deux fils, Achille Costa (1823-1899) et Giuseppe Costa, s’intéressent à l’histoire naturelle.

### Liste partielle des publications
- Fauna Vesuviana (1827).
- Fauna di Aspromonte (1828).
- Fauna del Regno di Napoli (dont la parution débute en 1832 et qui est poursuivie par A. Costa).

### Sources
- Cesare Conci et Roberto Poggi (1996), Iconography of Italian Entomologists, with essential biographical data. Memorie della Società entomologica Italiana, 75 : 159-382.